# Mönchweiler
Mönchweiler è un comune tedesco di 3 193 abitanti, situato nel land del Baden-Württemberg.